# 1997-es Formula–1 német nagydíj
A német nagydíj volt az 1997-es Formula–1 világbajnokság tizedik futama.

## Futam
Gerhard Berger három kihagyott verseny után visszatért a mezőnybe, és a német nagydíjon megszerezte a pole-pozíciót Giancarlo Fisichella Jordanje előtt. Frentzen és Irvine összeütközött a rajt után, mindketten a boxban adták fel a versenyt. Villeneuve számára nem sikerült jól a verseny, az újonc Jarno Trulli megelőzésénél kicsúszott és kiesett. Fisichella Bergerrel volt versenyben a futamgyőzelemért. Az olasz mindössze két körön át vezetett, amikor Berger boxkiállása után megelőzte. Fisichella a verseny végén hátsó defektet kapott, a boxba Schumacher Ferrariján ülve jutott vissza a levezető körben. Berger pályafutása és a Benetton utolsó győzelmét szerezte meg. Schumacher a második helyen végzett, ezzel 10 pontra növelte előnyét a pontversenyben Villeneuve-vel szemben. Häkkinen harmadik, Trulli negyedik lett.
| Helyezés | #  | Versenyző             | Csapat/Motor      | Futott körök | Idő/Kiesés oka      | Rajthely | Pontszám |
| -------- | -- | --------------------- | ----------------- | ------------ | ------------------- | -------- | -------- |
| 1        | 8  | Gerhard Berger        | Benetton-Renault  | 45           | 1:20:59,046         | 1        | 10       |
| 2        | 5  | Michael Schumacher    | Ferrari           | 45           | +17,527             | 4        | 6        |
| 3        | 9  | Mika Häkkinen         | McLaren-Mercedes  | 45           | +24,770             | 3        | 4        |
| 4        | 14 | Jarno Trulli          | Prost-Mugen-Honda | 45           | +27,165             | 11       | 3        |
| 5        | 11 | Ralf Schumacher       | Jordan-Peugeot    | 45           | +29,995             | 7        | 2        |
| 6        | 7  | Jean Alesi            | Benetton-Renault  | 45           | +34,717             | 6        | 1        |
| 7        | 15 | Nakano Sindzsi        | Prost-Mugen-Honda | 45           | +1:19,722           | 17       |          |
| 8        | 1  | Damon Hill            | Arrows-Yamaha     | 44           | +1 kör              | 13       |          |
| 9        | 17 | Norberto Fontana      | Sauber-Petronas   | 44           | +1 kör              | 18       |          |
| 10       | 18 | Jos Verstappen        | Tyrrell-Ford      | 44           | +1 kör              | 20       |          |
| 11       | 12 | Giancarlo Fisichella  | Jordan-Peugeot    | 40           | +5 kör              | 2        |          |
| Kiesett  | 22 | Rubens Barrichello    | Stewart-Ford      | 33           | Motorhiba           | 12       |          |
| Kiesett  | 19 | Mika Salo             | Tyrrell-Ford      | 33           | Kuplung             | 19       |          |
| Kiesett  | 3  | Jacques Villeneuve    | Williams-Renault  | 33           | Kicsúszás           | 9        |          |
| Kiesett  | 23 | Jan Magnussen         | Stewart-Ford      | 27           | Motorhiba           | 15       |          |
| Kiesett  | 20 | Katajama Ukjó         | Minardi-Hart      | 23           | Kifogyott üzemanyag | 22       |          |
| Kiesett  | 16 | Johnny Herbert        | Sauber-Petronas   | 8            | Baleset             | 14       |          |
| Kiesett  | 2  | Pedro Diniz           | Arrows-Yamaha     | 8            | Baleset             | 16       |          |
| Kiesett  | 10 | David Coulthard       | McLaren-Mercedes  | 1            | Erőátvitel          | 8        |          |
| Kiesett  | 4  | Heinz-Harald Frentzen | Williams-Renault  | 1            | Ütközés             | 5        |          |
| Kiesett  | 6  | Eddie Irvine          | Ferrari           | 1            | Ütközés             | 10       |          |
| Kiesett  | 21 | Tarso Marques         | Minardi-Hart      | 0            | Váltó               | 21       |          |

## A világbajnokság élmezőnyének állása a verseny után
| H  | Versenyzők            | Pont | H  | Konstruktőrök     | Pont |
| -- | --------------------- | ---- | -- | ----------------- | ---- |
| 1. | Michael Schumacher    | 53   | 1. | Ferrari           | 71   |
| 2. | Jacques Villeneuve    | 43   | 2. | Williams-Renault  | 62   |
| 3. | Jean Alesi            | 22   | 3. | Benetton-Renault  | 46   |
| 4. | Gerhard Berger        | 20   | 4. | McLaren-Mercedes  | 28   |
| 5. | Heinz-Harald Frentzen | 19   | 5. | Prost-Mugen-Honda | 19   |

## Statisztikák
Vezető helyen:
- Gerhard Berger: 38 (1-17 / 25-45)
- Giancarlo Fisichella: 7 (18-24)

Gerhard Berger 10. győzelme, 12. pole-pozíciója, 21. leggyorsabb köre, 2. mesterhármasa (gy, pp, lk)
- Benetton 26. győzelme.